# Morganukodonty
Morganukodonty (Morganucodonta) – rząd wymarłych ssakokształtnych, obejmujący rodziny Morganucodontidae oraz Megazostrodontidae. Morganukodonty wywodziły się od cynodontów i były kladem bazalnym dla ssaków. Zamieszkiwały Europę, Azję, Afrykę i Amerykę Północną. Większość zaliczanych do tej grupy taksonów żyła w późnym triasie i wczesnej jurze, a jeden rodzaj (Wareolestes) żył jeszcze w środkowej jurze. Możliwymi przedstawicielami rodziny są także: środkowojurajski rodzaj Klamelia oraz wczesnokredowy Purbeckodon.
W zależności od przyjętej systematyki morganukodonty mogą być włączane do szerzej definiowanych ssaków bądź też zaliczane nie do węziej definiowanych ssaków, a raczej do bazalnych Mammaliaformes, który to klad definiuje się jako wszystkich potomków ostatniego wspólnego przodka morganukodontów, Docodonta, Hadrocodium i grupy koronnej ssaków.
Do morganukodontów zalicza się kilkanaście gatunków grupowanych w obrębie 16 rodzajów, co czyni je najliczniejszym rzędem wczesnych ssaków. Do rodziny Morganucodontidae zalicza się rodzaj Morganucodon z gatunkiem typowym M. watsoni i ponadto obejmujący M. heikuopengensis, M. oehleri, M. peyeri. Rodzina Megazostrodontidae zawiera rodzaj Megazostrodon z gatunkiem typowym M. rudnerae i ponadto z M. chenali. Rodzaju Brachyzostrodon z gatunkiem typowym B. coupatezi i kolejnym B. maior nie zalicza się do żadnej rodziny, podobnie jak Paceyodon z gatunkiem P. davidi oraz również monotypowego Rosierodon anceps czy Paikasigudodon z gatunkiem typowym nazywanym uprzednio Kotatherium yadagirii.
Zwierzęta te cechowały się czaszką o cechach mieszanych, zarówno nawiązujących do niessaczych cynodontów, jak i przypominających spotykane u Sinoconodon i Adelobasileus, mieszczącą większy niż u ich przodków mózg z dobrze rozwiniętymi ośrodkami węchu i słuchu. Miały pojedynczą dużą kość budującą żuchwę (kość zębowa) o trzech dobrze rozwiniętych wyrostkach: dziobiastym, kątowym i stawowym, jednak łączącą się z resztą czaszki jeszcze za pomocą podwójnego stawu. Bocznie znajdował się charakterystyczny dla ssaków staw skroniowy wtórny pomiędzy wyrostkiem kondylarnym a panewką na kości łuskowej, podczas gdy przyśrodkowo od niego mieścił się inny staw, tworzony przez kości kość kwadratową i stawową. Uzębienie było heterodontyczne, z rozróżnieniem na siekacze, kły, przedtrzonowce i trzonowce, przy czym zęby policzkowe miały po 2 korzenie. Podczas ontogenezy rozwijały się 2 zestawy zębów: mleczne i stałe (uzębienie difiodontyczne). Ciało było wydłużone.
Morganukodonty zamieszkiwały w czasie od epoki triasu późnego przez jurę wczesną do środkowej lądy odpowiadające dzisiejszym kontynentom Europy, Azji i Ameryki Północnej. Wiodły najprawdopodobniej nocny tryb życia, posługując się głównie węchem i słuchem. Prawdopodobnie rozwinęły owadożerność bądź wszystkożerność, zapewne utrzymywały stałą temperaturę ciała. Przypuszcza się, biorąc pod uwagę 2 zestawy zębów, że młode mogły żywić się mlekiem matki, choć nie istnieją pewne dowody potwierdzające tę hipotezę.